# Cephalochrysa maxima
Cephalochrysa maxima är en tvåvingeart som först beskrevs av Mario Bezzi 1928.  Cephalochrysa maxima ingår i släktet Cephalochrysa och familjen vapenflugor. Inga underarter finns listade i Catalogue of Life.